# 캔디 레인
캔디 레인(Candy Rain)은 대만에서 제작된 진굉일 감독의 2008년 멜로/로맨스 영화이다. 진앙근 등이 주연으로 출연하였다.

## 출연

### 주연
- 진앙근
- 신가영

### 조연
- 장용용
- 위여훤
- 오립기
- 고이령
- 임가흔
- 왕심릉
- 노가흔
- 허안안
- 막자의
- 진기정

## 제작진
- 녹음: 두독지